# یالانکول
یالانکول (انگلیسی: Yalankul) یک شهرک در شهرستان بلاگووارسکی باشقیرستان کشور روسیه است.